# Чемпионат Азии по борьбе 2023
Чемпионат Азии по борьбе 2023 года прошёл в городе Астана (Казахстан) 9-14 апреля. Это был второй континентальный чемпионат, проведённый здесь. Ранее город принимал чемпионат Азии по борьбе 2014 года. В соревнованиях принял участие 331 спортсмен из 22 стран.

## Медалисты

### Вольная борьба
| Категория | Золото                             | Серебро                          | Бронза                                                       |
| --------- | ---------------------------------- | -------------------------------- | ------------------------------------------------------------ |
| до 57 кг  | Аман Сехрават · Индия              | Алмаз Сманбеков · Кыргызстан     | Рикуто Араи · Япония Рахат Калжан · Казахстан                |
| до 61 кг  | Таирбек Жумашбек Уулу · Кыргызстан | Лю Минху · Китай                 | Тумэнбилэгийн Тувшинтулга · Монголия Ясин Реза · Иран        |
| до 65 кг  | Рахман Амузад · Иран               | Тумур-Очирын Тулга · Монголия    | Рёма Анраку · Япония Улукбек Жолдошбеков · Кыргызстан        |
| до 70 кг  | Санжар Досжанов · Казахстан        | Зафарбек Отахонов · Узбекистан   | Орозбек Токтомамбетов · Кыргызстан Йосиносуке Аояги · Япония |
| до 74 кг  | Дархан Есенгали · Казахстан        | Кирин Киносита · Япония          | Олонбаярын Сюлдхуу · Монголия Магомедрасул Аслуев · Бахрейн  |
| до 79 кг  | Болат Сакаев · Казахстан           | Бекзод Абдурахмонов · Узбекистан | Дипак Мирка · Индия Амир Хоссейн Кавуси · Иран               |
| до 86 кг  | Азамат Даулетбеков · Казахстан     | Алиреза Карими · Иран            | Бабур Исломов · Узбекистан Хаято Исигуро · Япония            |
| до 92 кг  | Араш Ёсида · Япония                | Ризабек Айтмухан · Казахстан     | Ганбаатарын Ганхуяг · Монголия Магомед Шарипов · Бахрейн     |
| до 97 кг  | Ахмед Тажудинов · Бахрейн          | Хабила Абусайман · Китай         | Максуд Вейсалов · Узбекистан Моджтаба Голейдж ·              |
| до 125 кг | Лхагвагэрэл Мунхтур · Монголия     | Юсуп Батырмурзаев · Казахстан    | Бухирдун · Китай Анирудж Гулия · Индия                       |

### Греко-римская борьба
| Категория | Золото                           | Серебро                              | Бронза                                                      |
| --------- | -------------------------------- | ------------------------------------ | ----------------------------------------------------------- |
| до 55 кг  | Пуя Дадмарз · Иран               | Рупин Гахлават · Индия               | Амангали Бекболатов · Казахстан Ихтиёр Ботиров · Узбекистан |
| до 60 кг  | Жоломан Шаршенбеков · Кыргызстан | Чун Ханже · Республика Корея         | Маито Кавана · Япония Цао Лиго · Китай                      |
| до 63 кг  | Иман Мохаммади · Иран            | Шермухаммад Шарибджанов · Узбекистан | Нирай Чикара · Индия Мухамедали Мамурбек · Казахстан        |
| до 67 кг  | Аброр Атабаев · Узбекистан       | Киотаро Сагабе · Япония              | Раззак Байшекеев · Кыргызстан Алмат Кебиспаев · Казахстан   |
| до 72 кг  | Ибрагим Магомадов · Казахстан    | Саджаб Именталаб · Иран              | Адилхан Нурланбеков · Кыргызстан Викас Далал · Индия        |
| до 77 кг  | Акжол Махмудов · Кыргызстан      | Амин Кавианинежад · Иран             | Кодаи Сакураба · Япония Лю Руи · Китай                      |
| до 82 кг  | Акылбек Талантбеков · Кыргызстан | Диас Кален · Казахстан               | Юя Маета · Япония Алиреза Мохмади · Иран                    |
| до 87 кг  | Насер Ализаде · Иран             | Нурсултан Турсынов · Казахстан       | Синул Кумар · Индия Жалгасбай Бердимуратов · Узбекистан     |
| до 97 кг  | Мехди Бали · Иран                | Узур Джузупбеков · Кыргызстан        | Олжас Сырлыбай · Казахстан Юта Нара · Япония                |
| до 130 кг | Амин Мирзазаде · Иран            | Мэн Линчжэ · Китай                   | Роман Ким · Кыргызстан Алимхан Сыздыков · Казахстан         |

### Женская борьба
| Категория | Золото                          | Серебро                        | Бронза                                                           |
| --------- | ------------------------------- | ------------------------------ | ---------------------------------------------------------------- |
| до 50 кг  | Ремина Йосимото · Япония        | Ясмина Иммаева · Узбекистан    | Чен Миран · Республика Корея Фенг Зики · Китай                   |
| до 53 кг  | Акари Фудзинами · Япония        | Антим Пангал · Индия           | Актенге Кеунимжаева · Узбекистан Бат-Очирын Болортуяа · Монголия |
| до 55 кг  | Пан Цяньюй · Китай              | Чинболдын Отгонтуя · Монголия  | Марина Седнева · Казахстан Рино Катаока · Япония                 |
| до 57 кг  | Сае Наньо · Япония              | Лайлохон Собирова · Узбекистан | Нилуфар Раимова · Казахстан Аншу Малик · Индия                   |
| до 59 кг  | Юи Сакано · Япония              | Жуомалага · Китай              | Калмара Билимбек кызы · Кыргызстан                               |
| до 62 кг  | Айсулуу Тыныбекова · Кыргызстан | Пурэвдорджийн Орхон · Монголия | Сонам Малик · Индия Нонока Одзаки · Япония                       |
| до 65 кг  | Лун Цзя · Китай                 | Махиро Йоситаке · Япония       | Маниша Бханвала · Индия                                          |
| до 68 кг  | Ами Исии · Япония               | Ниша Дахия · Индия             | Елена Шалыгина · Казахстан Чжоу Фэн · Китай                      |
| до 72 кг  | Жамиля Бакбергенова · Казахстан | Сумире Ниикура · Япония        | Энх-Амарын Даваанасан · Монголия Ритика Худа · Индия             |
| до 76 кг  | Эльмира Сыздыкова · Казахстан   | Айпери Медет кызы · Кыргызстан | Ван Цзюань · Китай Прия Малик · Индия                            |

## Таблица медалей
*   Принимающая страна (Казахстан)
| Место           | Страна           | Золото | Серебро | Бронза | Всего |
| --------------- | ---------------- | ------ | ------- | ------ | ----- |
| 1               | Казахстан        | 7      | 4       | 9      | 20    |
| 2               | Япония           | 6      | 4       | 10     | 20    |
| 3               | Иран             | 6      | 3       | 4      | 13    |
| 4               | Кыргызстан       | 5      | 3       | 6      | 14    |
| 5               | Китай            | 2      | 4       | 6      | 12    |
| 6               | Узбекистан       | 1      | 5       | 5      | 11    |
| 7               | Индия            | 1      | 3       | 10     | 14    |
| 8               | Монголия         | 1      | 3       | 5      | 9     |
| 9               | Бахрейн          | 1      | 0       | 2      | 3     |
| 10              | Республика Корея | 0      | 1       | 1      | 2     |
| Всего стран: 10 | Всего стран: 10  | 30     | 30      | 58     | 118   |